# Лулео (аэропорт)
Лулео (швед. Luleå flygplats) (ИАТА: LLA, ИКАО: ESPA) — аэропорт, расположен в 10 км к юго-востоку от Лулео, Швеция. Аэропорт Лулео — крупнейший в Северной Швеции (Норрланде) и 5-й по пассажиропотоку в Швеции. Через аэропорт прошло 930 180 пассажиров в 2007, главным направлением является Стокгольм.
Также осуществляются рейсы в Южную Европу, на Канарские острова и местные рейсы по Северной Швеции.

## История
Аэропорт был открыт в 1984.
В начале 1990-х годов открылся рейс в Мурманск, авиакомпанией Архангельские авиалинии, это был единственный рейс, связывающий север России со Швецией. Однако в 2005 полёты прекратились, так как самолёты не отвечали экологическим требованиям. Nordkalottflyg открыла этот рейс снова в 2006, однако в 2007 он был закрыт.
В 2000 была увеличена длина взлётно-посадочной полосы, на сегодняшний день она самая длинная в Швеции. Существуют планы развития грузоперевозок в аэропорту. Лулео находится на авиатрассе между Токио и Сан-Франциско и может использоваться для дозаправки самолёта. Маршрут Токио-Париж через Лулео короче, чем через Китай. Однако в связи с тем, что не удаётся решить вопрос с российскими властями об организации транссибирских рейсов, несмотря на то, что в 2006 году тарифы за пролёт были снижены.

## Авиакомпании и назначаения
- Barents AirLink (Паяла, Кируна, Тромсё)
- City Airline (Гётеборг-Ландветтер)
- Direktflyg (Сандволл)
- Norwegian Air Shuttle (Стокгольм-Арланда)
- Nordic Regional (Умео)
- Scandinavian Airlines (Стокгольм-Арланда)

Кроме того, чартерные авиакомпании организуют рейсы на средиземноморские курорты, Канарские острова и в Таиланд.